# Список аэропортов Молдовы
Это список аэропортов в Молдавии, отсортированный по местоположению.

## Аэропорт
Аэропорты, выделенные жирным шрифтом, имеют регулярные пассажирские перевозки на коммерческих авиалиниях.
| Местоположение | Код ИКАО | Код ИАТА | Название аэропорта                     | Координаты                          | Использование                                |
| -------------- | -------- | -------- | -------------------------------------- | ----------------------------------- | -------------------------------------------- |
| Бельцы         | LUBL     | BZY      | Международный Аэропорт Бельцы-Лядовены | 47°50′35″ с. ш. 27°46′38″ в. д.     | Сертифицирован, разовые полеты               |
| Бельцы         | LUBA     |          | Аэропорт Бельцы-Город                  | 47°46′28″ с. ш. 27°57′27″ в. д.     | Не работает                                  |
| Бельцы         |          |          | Аэродром Бельцы (Тейосы)               | 47°45′02″ с. ш. 27°51′55″ в. д.     | Не работает                                  |
| Бельцы         |          |          | Аэродром Бельцы-Сингурены              | 47°48′32″ с. ш. 27°54′38″ в. д.     | Не работает                                  |
| Бендеры        | LUTG     |          | Аэродром Бендеры                       | 46°49′50″ с. ш. 29°28′16″ в. д.HGЯO | Не работает                                  |
| Вадул-луй-Водэ | LUKV     |          | Аэродром Вадул-луй-Водэ                | 47°04′05″ с. ш. 29°05′43″ в. д.     | Не работает                                  |
| Кагул          | LUCH     |          | Международный аэропорт Кагул           | 45°50′38″ с. ш. 28°15′49″ в. д.     | Не сертифицирован                            |
| Каменка (ПМР)  | LUCM     |          | Аэродром Каменка                       |                                     | Не работает                                  |
| Кишинёв        | LUKK     | RMO      | Международный аэропорт Кишинёва        | 46°55′40″ с. ш. 28°55′51″ в. д.     | Единственный международный аэропорт Молдавии |
| Маркулешты     | LUBM     |          | Аэропорт Маркулешты                    | 47°51′45″ с. ш. 28°12′45″ в. д.     | Сертифицирован только для дневного перелета  |
| Сороки         | LUSR     |          | Аэропорт Сороки                        |                                     | Не работает                                  |
| Тирасполь      | LUTR     |          | Аэродром Тирасполь                     | 46°52′05″ с. ш. 29°35′26″ в. д.     | Не работает                                  |
| Хорешты        | LUKH     |          | Аэродром Хорешты                       |                                     |                                              |
| Чадыр-Лунга    | LUCL     |          | Аэропорт Чадыр-Лунга                   | 46°01′58″ с. ш. 28°51′10″ в. д.     | Не работает                                  |
| Крокмаз        | LUKE     |          | Эт Четера                              |                                     |                                              |